# Jake Angeli

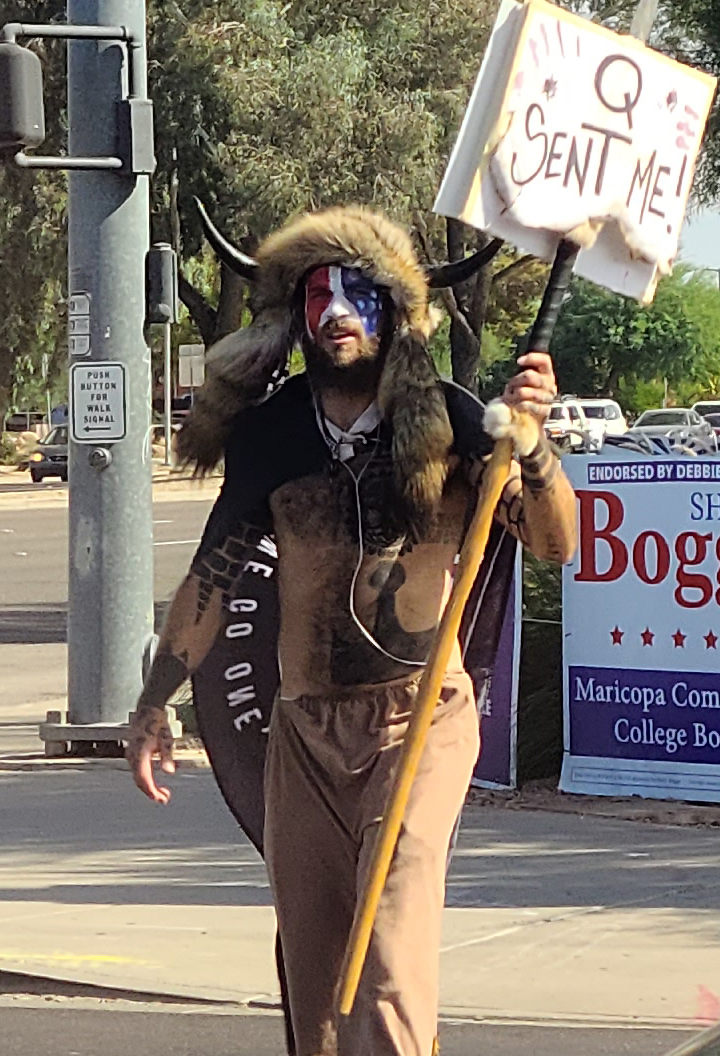
Jake Angeli mit Schild und umgehänger Fahne der QAnon-Bewegung bei einer Protestaktion in Peoria, Arizona am 25. Oktober 2020

Jacob Anthony „Jake“ Angeli Chansley (* 1. Juli 1987; auch bekannt als QAnon Shaman, Q Shaman, auf Deutsch ‚QAnon-Schamane‘) ist ein amerikanischer Verschwörungstheoretiker aus Phoenix, Arizona. Als Anhänger von Donald Trump und QAnon war er am 6. Januar 2021 am Sturm auf das Kapitol in Washington beteiligt. Aufgrund seiner auffallenden Verkleidung gilt er in zahlreichen Medien weltweit als Symbol der Stürmung. Wenige Tage später wurde er verhaftet.
Angeli bekannte sich am 3. September 2021 schuldig und wurde am 17. November zu 41 Monaten Haft verurteilt. Er war in dem Bundesgefängnis Federal Correctional Institution Safford inhaftiert und wurde am 28. März 2023 in eine Resozialisierungseinrichtung in Phoenix überführt, aus der er am 25. Mai entlassen wurde. Am 21. Januar 2025 wurde er mit anderen im Zusammenhang mit dem Angriff Verurteilten von Donald Trump begnadigt.

## Frühes Leben
Jake Angeli wurde 1987 als Sohn von Martha Chansley geboren. Sein Vater war Kurier, seine Mutter Hautkosmetikerin. Sie versuchte, ihn als Katholik zu erziehen, aber er entdeckte nach eigener Angabe mit fünf Jahren seine Art Spiritualität. Er besuchte die Moon Valley High School in Phoenix und das Glendale Community College in Kalifornien, wo er einige Kurse in Psychologie, Religion, Philosophie und Keramik belegte. Aus der Navy wurde er nach zwei Jahren 2007 wegen Verweigerung einer Impfung entlassen. 2013 beging sein Vater, der Alkoholiker war, Selbstmord, was Angeli dazu bewegte, abstinent zu leben.
Angeli arbeitete vor seiner politischen Tätigkeit nach eigener Aussage als Gelegenheitsschauspieler und Synchronsprecher und führte nach Medienberichten ein Profil auf der Website Backstage. Angeli hat zwei selbstveröffentlichte Bücher geschrieben, Will & Power: Inside the Living Library (Volume 1) (unter dem Pseudonym Loan Wolf) und One Mind at a Time: A Deep State of Illusion (unter dem Namen Jacob Angeli). Außerdem produzierte und sprach er elf Videos mit verschiedenen Verschwörungstheorien und lud sie Ende 2020 auf die Plattform Rumble hoch.

## Protestaktionen

### Frühere
Etwa seit 2019 nahm Angeli regelmäßig an Kundgebungen und Demonstrationen in Arizona teil und verbreitete am Arizona State Capitol Verschwörungstheorien. Dabei trug er bereits die aus Fellen und Hörnern zusammengesetzte Kopfbedeckung und häufig ein Schild mit der Aufschrift „Q sent me“ (Q hat mich geschickt). Er sagte, die Aufmachung diene dazu, Aufmerksamkeit zu erregen, damit er mit Leuten über seine Ansichten reden kann. 2020 protestierte er gegen Schutzmaßnahmen und die Schließung von Geschäften aufgrund der COVID-19-Pandemie und gegen die Anerkennung der Wahlergebnisse der Präsidentschaftswahl, in der Joe Biden Arizona gewann. Bei einem Protest 2020 gab er dem ORF ein Interview, in dem er seinen Glauben an eine Kabale zwischen dem Zentralbanksystem, der Regierung und Medien, die eine neue Weltordnung anstreben würden, erläuterte.

### Sturm auf das Kapitol

#### Beteiligung an den Ereignissen
Angeli beteiligte sich am 6. Januar 2021 am Sturm auf das Kapitol in Washington, D.C., als dort die Auszählung der Stimmen der Präsidentschaftswahl zur formalen Bestätigung des gewählten Präsidenten stattfinden sollte. Laut Eigenaussage gegenüber dem FBI reiste er mit einer Gruppe aus Arizona an, auf die Forderung des abgewählten Präsidenten Donald Trump hin, dass alle Patrioten nach Washington kommen sollten.
Er erschien mit unbekleidetem Oberkörper und trug im Gesicht rot-weiß-blaue Farbe (die Farben der Flagge der Vereinigten Staaten), auf dem Kopf eine als schamanisch bezeichnete Kopftracht mit Bisonhörnern und Kojotenfell mit zwei Schwänzen sowie eine Lanze mit der Nationalfahne bei sich. Die zur Schau gestellten Tätowierungen auf Bauch und Brust stellen Valknut, Yggdrasil und Mjölnir dar. Die Mauersteine sollen die von Trump geplante Mauer an der Grenze zwischen den Vereinigten Staaten und Mexiko symbolisieren.
Laut eigener Angabe wurde er zu Beginn von der Polizei zunächst gehindert, das Gebäude zu betreten, dann aber eingelassen und später von der Polizei aufgefordert, es wieder zu verlassen. Im Kapitolgebäude betrat er den Senatsflügel und setzte sich auf den Stuhl des Vizepräsidenten Mike Pence. In der Senatskammer bat er die Randalierer um eine Pause und ein Gebet zu Gott. Auf Pences Schreibtisch soll er einen Zettel mit dem Text „It’s only a matter of time, justice is coming“ hinterlassen haben. („Es ist nur eine Frage der Zeit. Gerechtigkeit ist unterwegs.“) Als Trump drei Stunden nach Beginn der Stürmung eine Videonachricht verbreitete, dass die Randalierer sich auflösen sollten, rief Angeli mittels Megafon in die Menge: „Ich bin hier, um die Botschaft des Präsidenten zu überbringen. Donald Trump hat alle aufgefordert, nach Hause zu gehen. Das ist unsere Anordnung.“ (“I’m here to deliver the president’s message. Donald Trump has asked everybody to go home. That’s our order.”)

#### Verschwörungstheorien über Angeli
Nach der Erstürmung des Kapitols der Vereinigten Staaten kursierten unter Verschwörungstheoretikern Gerüchte, Angeli stehe mit der Antifa-Bewegung oder der Black-Lives-Matter-(BLM-)Bewegung in Verbindung und habe die Veranstaltung als Agent Provocateur infiltriert, was Angeli selbst auf Twitter dementierte: (Übersetzung) „Ich bin kein [Mitglied von] Antifa oder Black Lives Matter. Ich bin ein QAnon-Unterstützer und digitaler Krieger. Mein Name ist Jake und ich bin mit der Polizei marschiert und habe gegen BLM und Antifa in Phoenix gekämpft.“ Laut Faktencheckern steht er nicht mit der Antifa in Verbindung und ist ein aktiver Trump-Anhänger.

## Juristische Folgen

### Festnahme und Verteidigung
Am 8. Januar 2021 schrieb die Polizei 1000 US-Dollar für Informationen zu seiner Identität aus. Angeli begab sich am 9. Januar zum FBI-Büro in Phoenix. Er wurde festgenommen und Anklage gegen ihn erhoben. Ihm wurde vorgeworfen, „sich gewalttätig und unangemessen auf dem Gelände des Kongresses verhalten sowie absichtlich und ohne Befugnis ein abgesperrtes Gebäude betreten zu haben.“ (englischer Wortlaut: „knowingly entering or remaining in any restricted building or grounds without lawful authority, and with violent entry and disorderly conduct on Capitol grounds“)
In Untersuchungshaft weigerte Angeli sich laut seiner Mutter, das ihm vorgesetzte Essen zu sich zu nehmen, da es nicht bio sei, worauf gerichtlich angeordnet wurde, dass er entsprechende Speisen erhalten solle. Sein Anwalt Al Watkins appellierte an Trump, Angeli zu begnadigen und sagte, er sei dazu verpflichtet, da Angeli nur auf eine Einladung des Präsidenten in Washington gewesen sei und gehandelt habe. Watkins argumentierte, Angeli habe nicht an der Gewalt teilgenommen, dafür aber mit den Behörden kooperiert; er sei unbewaffnet, nicht gewalttätig oder zerstörerisch gewesen. Die Staatsanwaltschaft reichte beim Bundesgericht in Phoenix ein Gesuch ein, dass Angeli in Gewahrsam bleiben solle, da dieser geplant habe, auch für die Amtseinführung von Joe Biden nach Washington zu kommen. Nachdem Watkins Anfang Februar ein Notfallgesuch eingereicht hatte, dass Angeli Bio-Lebensmittel erhalten oder vorzeitig entlassen werden solle, weil er sich aufgrund seiner schamanistischen Haltung und Lebensweise mehrere Tage geweigert habe, vom Gefängnis zubereitete Speisen zu essen, wurde Angeli in ein Gefängnis in Virginia verlegt, das seiner Ernährungsweise nachzukommen zugestimmt habe.
Nachdem Trump aus dem Amt geschieden war, ohne Angeli zu begnadigen, sagte sein Anwalt, Angeli bereue sehr, von Trump betrogen worden zu sein und zugelassen zu haben, dass dies ihn dazu gebracht habe, Entscheidungen zu treffen, die er nicht hätte treffen sollen. Später schlug Watkins vor, Angeli solle beim Amtsenthebungsverfahren gegen Trump vor dem Senat als Zeuge auftreten; es sei wichtig, dass die Senatoren jemanden anhören, der von Trump angestiftet worden sei. Zu Beginn des Senatsverfahrens veröffentlichte Angeli über seinen Anwalt ein Statement, dass er enttäuscht von Trump sei, der „viele friedliche Leute fallen gelassen“ habe und nicht ehrenhaft sei, und entschuldigte sich: „Es tut mir leid, dass ich Angst in den Herzen anderer erzeugt habe. Das war falsch. Punkt.“ Sich selbst bezeichnete er als einen der „friedlichen Leute“.
Anfang März 2021 gab Angeli aus dem Gefängnis heraus der Reporterin Laurie Segall ein Interview für das Format 60 Minutes+ auf Paramount+. Darin bestritt er, dass seine Handlungen ein Angriff auf die Nation gewesen seien, und sagte, was er ernsthaft bereue, sei, geglaubt zu haben, dass es in Ordnung war, als sie von Polizisten [in das Kapitol] hineingelassen worden waren. Während er „mit jeder Faser seines Seins“ bereue, das Gebäude betreten zu haben, bereue er nicht seine Loyalität zu Trump. Richter Royce C. Lamberth verurteilte das Interview, weil vorher nicht seine Zustimmung eingeholt worden war, und entschied am 8. März gegen die Entlassung Angelis vor seiner Verhandlung, weil er im Hausarrest weitere Angriffe gegen die Regierung planen könnte. Er zeige eine Entfremdung von der Realität, indem er seine Handlungen als friedlich und harmlos beschreibe, und erkenne nicht den Ernst der Anschuldigungen gegen ihn. Lamberth stimmte außerdem nicht zu, dass Angeli unbewaffnet gewesen sein soll, sondern ordnete den Speer, den Angeli als Flaggenmast mit sich getragen hatte, als gefährliche Waffe ein.
Im Mai 2021 behauptete Watkins, Angeli habe das Asperger-Syndrom und viele weitere am Sturm beteiligte Angeklagte hätten einen Hirnschaden oder seien autistisch. Sie seien über vier Jahre Propaganda in einem Ausmaß unterworfen, wie es die Welt seit Adolf Hitler nicht mehr gesehen habe. Nachdem Watkins in einer Anhörung geäußert hatte, dass die Gefängniszeit sich auf Angelis geistige Verfassung auswirke, ordnete Richter Lamberth eine psychologische Beurteilung an, die bestimmen solle, ob Angeli eine geistige Krankheit oder Störung habe, durch die er geistig nicht in der Lage sei, die Art und Konsequenzen des Verfahrens zu verstehen. Laut einer Aussage von Watkins am 23. Juli hat das Federal Bureau of Prisons diagnostiziert, dass Angeli mehrere psychische Erkrankungen habe, nämlich vorübergehende Schizophrenie, bipolare Störung, Depressionen und eine Angststörung. Angeli sei zu dem Zeitpunkt in Verhandlungen mit der Staatsanwaltschaft gewesen, um eine Verständigung (einen „plea deal“) zu erreichen. Auch habe sich Angeli von QAnon distanziert.

### Urteil und Haft
Am 3. September 2021 bekannte sich Angeli zu dem Anklagepunkt Behinderung eines Kongressverfahrens (der Stimmauszählung) schuldig und stimmte als Teil der Einigung zu, das von der Staatsanwaltschaft empfohlene Strafmaß von 41 bis 51 Monaten Gefängnis zu akzeptieren. Zuvor sagte sein Anwalt, Angeli habe sich von QAnon losgesagt und bitte darum, es nicht mehr in Bezeichnungen für ihn zu verwenden. Ein weiteres Gesuch auf Freilassung bis zur Urteilsverlesung, damit Angeli seinen Großvater besuchen könne, während Watkins ihm eine Unterkunft und Pflege für seine geistige Gesundheit stellen wollte, lehnte Richter Lamberth wenige Tage später mit der Begründung ab, dass nicht überzeugend belegt wurde, dass dann keine Fluchtgefahr bestehen würde. In jeweils einem Memorandum, die am 9. November eingereicht wurden, forderte die Bundesanwaltschaft eine Gefängnisstrafe von 51 Monaten mit drei Jahren anschließender Bewährung und eine Entschädigungszahlung von 2000 US-Dollar; Watkins hingegen bat, Angeli nur zu der Zeit zu verurteilen, die er bereits im Gefängnis verbracht hat, was mehr als 300 Tage in Einzelhaft sei.
Am 17. November 2021 verhängte Richter Lamberth eine Haftstrafe von 41 Monaten (etwa dreieinhalb Jahre). Daneben verurteilte er Angeli zu drei Jahren anschließender Bewährung und einer Entschädigungszahlung von 2000 US-Dollar. Lamberth sagte, Angeli habe sich selbst zum Inbegriff des Aufruhrs gemacht („epitome of the riot“). Vor der Urteilsverlesung erklärte Angeli dem Richter, dass er verstehe, warum er bislang in Einzelhaft gehalten wurde, und dass er erkannt habe, dass es falsch gewesen sei, das Kapitol zu betreten; er sei kein Aufrührer oder Terrorist, sondern einfach ein guter Mann, der das Gesetz gebrochen habe.
Ende November 2021 ersetzte Angeli Watkins durch zwei neue Anwälte, William Shipley und John Pierce, der bereits etwa zwanzig wegen der Ereignisse am 6. Januar beschuldigte Personen vertritt, und legte Berufung gegen das Urteil ein. Laut den neuen Anwälten könne er geltend machen, dass Watkins ihm unwirksame Rechtshilfe geleistet habe („ineffective assistance of counsel“). Die Berufung ließ er Anfang Juli 2022 wieder fallen.
Im Januar 2022 wurde er zum Absitzen der übrigen Strafzeit in die Federal Correctional Institution Safford überführt, einem Bundesgefängnis niedriger Sicherheitsstufe für männliche Insassen. Laut behördlichen Unterlagen war seine Entlassung aus dieser im Jahr 2023 nach etwa 30 Monaten Inhaftierung zunächst für den 9. Juli vorgesehen und später auf den 25. Mai 2023 vorgezogen. Am 28. März 2023 wurde er in eine Resozialisierungseinrichtung in Phoenix überführt. Am 25. Mai erfolgte seine Entlassung und begann die Bewährungszeit. Angeli hielt am selben Tag seinen ersten öffentlichen Auftritt nach der Entlassung ab, bei dem er am Arizona State Capitol in der bekannten Aufmachung posierte.

### Entwicklungen nach der Haft
Im März 2023 zeigte der Fox-News-Moderator Tucker Carlson ausgewählte Szenen aus Videomaterial vom 6. Januar 2021, das ihm der Sprecher des Repräsentantenhauses Kevin McCarthy hatte zukommen lassen, in denen Polizisten im Kapitol neben Angeli entlanggingen, und behauptete, die Polizisten hätten sich wie „Tourguides“ verhalten und Angeli friedlich. Seine Darstellung wurde von Sprechern und Mitgliedern der Polizei sowie von Politikern wie Mitch McConnell zurückgewiesen. Angelis ehemaliger Anwalt Watkins beklagte wiederum bei einem Auftritt in Carlsons Show, dass dieses Material, das seines Erachtens entlastend hätte wirken können, ihm nicht zur Ansicht gegeben worden war, was Chansleys Rechte, sich zu verteidigen, verletzt habe. Sein neuer Anwalt William Shipley reichte Ende April einen Antrag ein, dass aufgrund dieses Videomaterials das Urteil gegen ihn aufgehoben werden sollte. Anfang Juni reagierte das Justizministerium mit einem 31-seitigen Schreiben, in dem Assistenzanwältin Kimberly Paschall argumentiert, das Videomaterial verzerre die überwältigende Beweislast gegen Angeli; alle ihm vorgeworfenen Handlungen seien von Kameras eingefangen worden, und zwar zeitlich vor dem von Carlson gezeigten Material. Daher solle Angelis Antrag ohne neue Anhörung abgelehnt werden. Am 20. Juli lehnte Richter Lamberth den Antrag ab. Da Angeli selbst wusste, dass es Momente gab, in denen er im Kapitol umhergehen konnte, ohne dass Polizisten ihn aufzuhalten versuchten, habe er die Fakten, die Carlsons Videoauswahl präsentierte, bereits besessen und dennoch habe er bewusst die Verantwortung für seine Taten übernommen und sich schuldig bekannt. Auch zeigte Lamberth sich enttäuscht, dass Angeli von seiner ursprünglich gezeigten Reue zurückruderte.
Im Januar 2024 bat Chansley, ihm seine Hörnerkopfbedeckung, die als Beweismittel zurückgehalten wird, zurückzugeben, weil es nach Beendigung des Falls dazu keinen Grund mehr gebe. Im Juli gab das Justizministerium die Entscheidung bekannt, seine Gegenstände weiterhin einzubehalten für den Fall, dass er seine Verurteilung anfechten wolle. Richter Lamberth entschied am 5. August 2024, dass Chansley die von den Behörden verwahrte Hörnermütze und den Speer zurückerhalten soll, mit der Begründung, „[dass] die Behörden nicht nachgewiesen haben, dass sie diese Gegenstände noch als Beweismittel benötigen und ihre Beschlagnahme nicht beantragt haben“.
Am 21. Januar 2025, dem Tag nach seiner zweiten Amtseinführung, begnadigte Trump insgesamt 1.500 Personen, die in Zusammenhang mit dem Sturm auf das Kapitol angeklagt oder verurteilt worden waren, darunter auch Angeli, dessen Verurteilung damit aufgehoben ist. Dies bedeutet, dass er wieder legal Schusswaffen erwerben kann, was ihm zuvor als verurteiltem Straftäter verboten war. Angeli kündigte auf der Plattform X an, dass er sofort einige Waffen kaufen werde.

## Politik

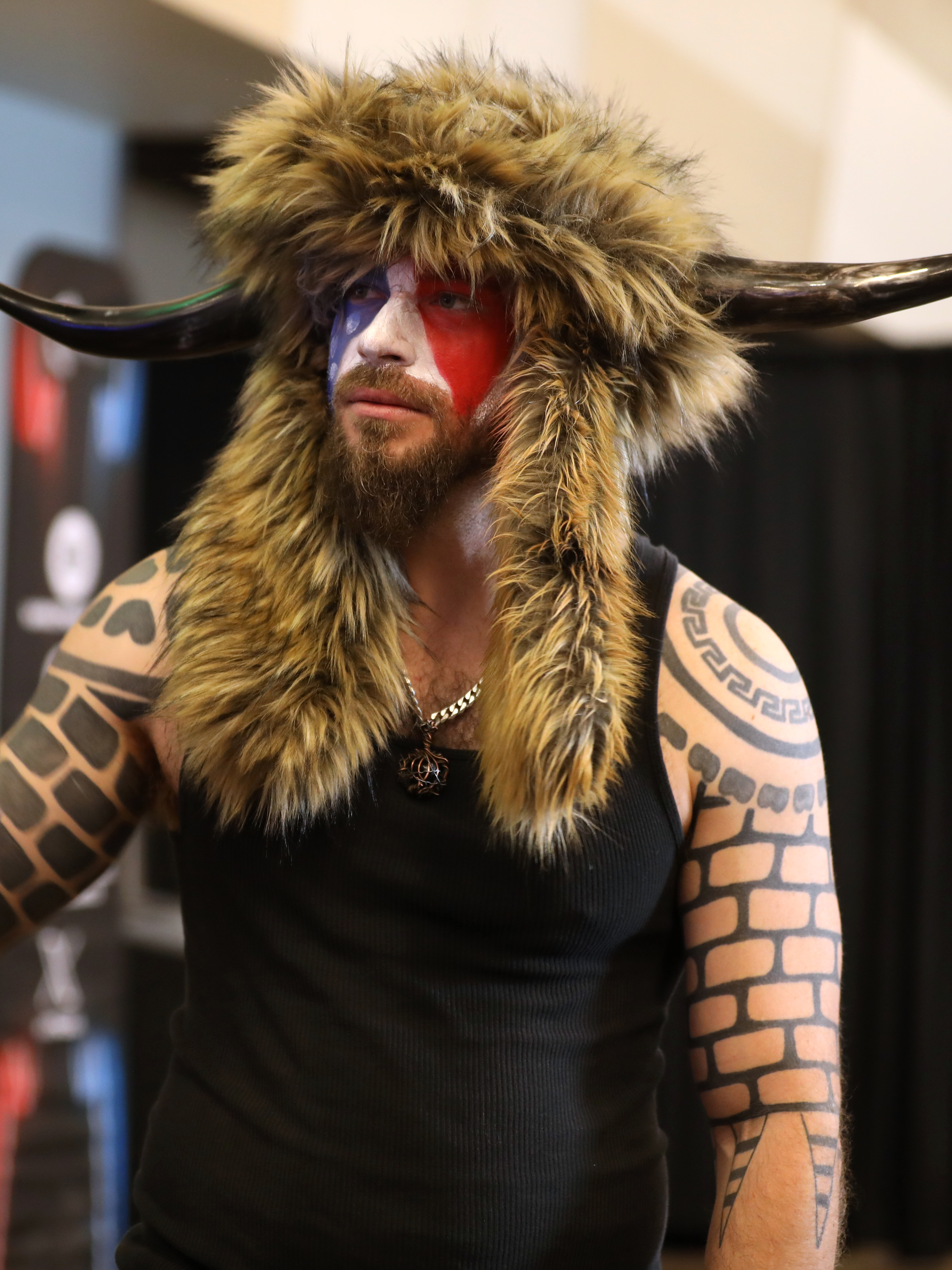
Chansley 2023 beim AmericaFest

Nachdem im Oktober 2023 Debbie Lesko, Mitglied des Repräsentantenhauses für den 8. Kongresswahlbezirk von Arizona, angekündigt hatte, zur Wahl 2024 nicht mehr anzutreten, reichte Chansley im November beim Staat von Arizona eine Interessensbekundung ein, als Kandidat für die Libertarian Party antreten zu wollen. Chansley verpasste die Frist am 1. April 2024, gesammelte Unterschriften einzureichen, die notwendig gewesen wären, um zur Wahl gestellt zu werden.

## Trivia
- Das flämische Nachrichtenmagazin Knack wählte im Dezember 2021 Angeli zum Menschen des Jahres als Symbol für den weltweiten Widerstand gegen gewählte Regierungen, Wissenschaft, Journalismus und Vernunft und als Symptom der orientierungslos gewordenen westlichen Welt.[65]

### In der Populärkultur
- Die amerikanische Animationsserie South Park machte Jake Angeli zu einer Figur in dem South ParQ Impfspecial aus dem März 2021, in dem bekannte QAnon-Personen als Homeschooling-Tutoren Verschwörungstheorien unter den Kindern in South Park verbreiten.[66]
- Im Dezember 2021 erschienen Angeli repräsentierende Figuren in den Spezialfolgen 2020: A Year in Review von It’s Always Sunny in Philadelphia, als zwei der Hauptfiguren Pelze an ihn für seine Aufmachung verkaufen, und The Hunt for QAnon der Polizeiserie Reno 911!, in der die Hauptfiguren auf einer QAnon-Versammlung undercover gehen.
- In dem Netflix-Film Unfrosted von Jerry Seinfeld wird der Sturm auf das Kapitol durch Frühstücks-Maskottchen und Jake Angeli von Hugh Grant als Tony Tiger parodiert.[67]